# Melasina paraclasta
Melasina paraclasta är en fjärilsart som beskrevs av Edward Meyrick 1922. Melasina paraclasta ingår i släktet Melasina och familjen säckspinnare. Inga underarter finns listade i Catalogue of Life.